# 約翰尼斯·格蘭特
約翰尼斯·格蘭特（Johannes Grant）是拜占庭帝國在1453年君士坦丁堡之圍時僱用的工程師。當時拜占庭方面的記錄指出他是一位日耳曼人，但近來一些學者指出他可能是位叫做約翰·格蘭特（John Grant）的蘇格蘭人。
在君士坦丁堡陷落時，他以挖隧道的的方式阻止土耳其人從城牆下方挖掘隧道以進入該城。